# 馬卡里夫卡 (伊萬基夫區)
51°1′16″N 29°51′43″E / 51.02111°N 29.86194°E
馬卡里夫卡（烏克蘭語：Макарівка）是位於烏克蘭北部的村莊，由基辅州维什霍罗德区的伊萬基夫市鎮負責管轄。該村始建於1869年，面積1.7平方公里，海拔高度148米，2001年人口445。